# Ходорков
Хо́дорков (укр. Ходорків) — село в Попельнянском районе Житомирской области Украины.

## История
Впервые письменно упомянуто в 1471 году.
После победы литовского князя Ольгерда над татарами в битва на Синих Водах в 1362 году земли Киевского княжества, которому принадлежал Ходорков, добровольно вошли в состав Великого княжества Литовского.
После Люблинской унии 1569 года Ходорков в составе Речи Посполитой (1569—1795).
Недалеко от этого села археологами были обнаружены два древних кургана. Так же недалеко от села есть остатки Змиевых валов X—XI столетий.
Население по переписи 2001 года составляло 1371 человек.

## Известные уроженцы и жители
- Барон, Михаил Давидович (1894—1939?) — атаман 2-го куреня Червонноказачьего полка.
- Ганжа, Арон Львович (1910—1941) — советский борец классического (греко-римского) стиля.
- Ойслендер, Александр Ефимович (1908—1963) —советский поэт.
- Ойслендер, Наум Евсеевич (1893—1962) — еврейский поэт, писатель, критик и литературовед.
- Самойлович, Иван Самойлович — гетман Войска Запорожского на Левобережной Украине с 1672 по 1687 годы.
- Броверман, Яков Михайлович — (1908 — после 1976) — сотрудник органов госбезопасности, заместитель начальника секретариата МГБ СССР, полковник.
- Ходыкевич, Клеменс (1715—1797) — польский проповедник, агиограф, духовный писатель.

## Адрес местного совета
13520, Житомирская область, Попельнянский р-н, с. Ходорков, ул. Местечкова, 50